# Кен Сільверман
Кен Сі́льверман (англ. Ken Silverman) — американський програміст, розробник комп'ютерних ігор, відомий як основний розробник ігрового рушія Build engine, що використовувався в таких іграх, як Duke Nukem 3D, Shadow Warrior, Blood та більш ніж в десятці інших ігор, що вийшли в середині та наприкінці 90-х років. Свого часу багатьма ігровими журналістами та розробниками комп'ютерних Кен Сільверман розцінювався як основний суперник Джона Кармака (Кармак в той час працював над конкурентними ігровими рушіями Doom engine та Quake engine).

## Проекти

### Ken's Labyrinth
Ken's Labyrinth — відеогра в жанрі шутера від першої особи, програмна частина якою повністю була виконана Кеном Сільверманом. Ця гра була випущена 1993 року як умовно-безплатне програмне забезпечення, видавцем була компанія Epic Megagames. Через деякий час Сільверман виклав вихідні коди гри на своєму сайті.

### Build engine
Build engine — рушій гри, розроблений Кеном Сільверманом спеціально для компанії 3D Realms. Сільверман почав розробку рушія, коли навчався на першому семестрі Браунівського університету. Цей рушій використовувався у всіх іграх 3D Realms другої половини 90-х років і в багатьох інших іграх, серед яких були такі визначні ігри, як Duke Nukem 3D та Blood. 1 квітня 2003 року вихідні коди Duke Nukem 3D та Build engine були відкриті.

### Voxlap
2000 року Сільверман у співпраці з Томом Добровольський (англ. Tom Dobrowolski) почав роботу над Voxlap — графічним рушієм, що використовує воксели. Пізніше була опублікована технологічна демонстрація. У 2003 році розробка була зупинена, а 2005 року був відкритий вихідний код рушія з ліцензією, що дозволяє створення комерційних проектів на його основі. 2008 року команда «Voxelstein Team» випустила першу фінальну версію гри Voxelstein 3D, яка цілком побудована на Voxlap.

### PNGOUT
PNGOUT — оптимізатор PNG-зображень, розроблений Сільверманом. 2006 року платна оболонка під назвою PNGOUTWin була випущена компанією Ardfry Imaging, невеликою компанією, заснованою у 2005 році, співзасновником якої був сам Сільверман.

### KZIP
KZIP — файловий архіватор формату Zip.